# Ahmida Zenasni
 (janvier 2020).
Si vous disposez d'ouvrages ou d'articles de référence ou si vous connaissez des sites web de qualité traitant du thème abordé ici, merci de compléter l'article en donnant les références utiles à sa vérifiabilité et en les liant à la section « Notes et références ».
Ahmida Zenasni (en arabe : حميدة زناسني), né le 10 juillet 1993 à Ghazaouet, dans la wilaya de Tlemcen, est un footballeur algérien. Il évoluait au poste de Milieu de terrain à l'ASO Chlef.

## Palmarès
- Finaliste de la coupe d'Algérie en 2019 avec la JSM Béjaïa.
- Finaliste de la supercoupe d'Algérie en 2017 avec le CR Belouizdad.
- Accession en Ligue 1 en 2016 avec l'USM Bel Abbès.